# 기쿠타촌
기쿠타촌(喜久田村)은 후쿠시마현나카도리 중부, 아사카군에 속했던 촌이다. 1965년 5월 1일 고리야마시와 아사카군 모든 정·촌(아사카정·미호타촌·오세촌·가타히라촌·기쿠타촌·히와다정·후쿠야마정·고난촌·아타미정), 다무라군의 다무라정이 합병, 고리야마시가 새롭게 설치되고 폐지되었다.

## 역사
- 1889년 4월 1일 - 정촌제 시행에 수반해, 아즈미군 호리노우치촌·와세하라촌·마에다자와촌을 합병해, 아즈미군 기쿠타촌이 성립하였다.
- 1898년 7월 26일 - 호리노우치 역(현재의 키쿠다 역)이 개업하였다.
- 1953년 5월 18일 - 현재의 국도 49호인 국도 115호가 제정되었다.
- 1954년 11월 1일 - 도미타촌의 일부 지역을 편입하였다.
- 1965년 5월 1일 - 고리야마시가 기쿠다촌를 포함한 아즈미군 전정촌, 다무라군 다무라정과 신설 합병을 수행함으로서 고리야마시의 일부가 되었다.

## 참고문헌
- 角川日本地名大辞典編纂委員会『角川日本地名大辞典 7 福島県』、角川書店、1981年 ISBN 4040010701より
- 日本加除出版株式会社編集部『全国市町村名変遷総覧』、日本加除出版、2006年、ISBN 4817813180より